# El señor del universo
El señor del universo es una 1974 película documental americana sobre Prem Rawat (en aquel tiempo conocido como Gurú Maharaj Ji) en un evento en noviembre de 1973 en el Houston Astrodome llamado "Millennium '73". El señor del universo fue por primera vez emitido en PBS el 2 de febrero de 1974, y liberado en formato VHS el 1 de noviembre de 1991. Las crónicas documentales Maharaj Ji, sus seguidores y el activista antiguerra de Vietnam Rennie Davis quién era un portavoz de la Misión Ligera Divina en aquel tiempo. Un contrapunto está presentado por Abbie Hoffman, quién aparece como comentarista. Incluye entrevistas con varios individuos, incluyendo seguidores, ex-seguidores, a mahatma, un cristiano renacido, y un seguidor de Hare Krishna.
El equipo de producción de Top Value Television produjo el documental, utilizando cámaras de video Portapak. El equipo TVTV siguió Maharaj Ji a través de los Estados Unidos sobre un periodo de seis semanas, y editó una cantidad grande de cinta de hasta cincuenta y ocho minutos. Fue el primer documental hecho en 1⁄2 en (13 mm) de cinta de video retransmitido nacionalmente, y también el primer video documental independiente mostrado en televisión pública nacional.
El documental fue generalmente bien recibido, y su equipo de producción TVTV obtuvo en 1974, el Premio de Periodismo de la Difusión Alfred I. du Pont de la Universidad de Columbia. El documental recibió una crítica negativa en el New York Post, y comentarios positivos en El New York Times, El Boston Globe, en Los Angeles Times y en el Chicago Sun-Times. El San Francisco Bay Guardian escribió que el equipo TVTV había mejorado desde su trabajo anterior, pero querían que avanzaran a temas más desafiantes.

## Contenido
El Gurú de crónicas documental Maharaj Ji, la Misión Ligera Divina, sus seguidores y activista antiguerra de Vietnam Rennie Davis en "Milenio '73", un evento realizado en el Astrodomo de Houston en noviembre de 1973.  Rennie Davis, un seguidor de Gurú Maharaj Ji, era uno de los portavoces y hablantes en el evento "Milenio '73". Su discurso aparece en el documental.